# Il dono di Gabriele
Il dono di Gabriele (Gabriel's Gift) è un romanzo di Hanif Kureishi pubblicato nel 2001.
La storia è ambientata a Londra negli anni '80-'90 e tratta di un ragazzo che cerca di trovare un suo equilibrio all'interno di una situazione familiare complicata, forzato a crescere rapidamente. 

## Trama
Gabriel è un ragazzo di 15 anni che si trova ad affrontare situazioni difficili: il padre Rex è un ex artista fallito, disoccupato e alcolizzato e la moglie, che deve mantenere la famiglia con un basso stipendio caccia di casa il marito. Gabriel affronta quindi la situazione rifugiandosi nell'immaginazione, che lo rende capace di parlare con il gemello morto e permette ai suoi disegni di trasformarsi in realtà. 
Gabriel si trova a disagio con i ragazzi della sua età e cerca conforto nell'arte. Sarà proprio il suo dono, l'immaginazione, che gli permetterà di riavvicinare i genitori e trovare un equilibrio nel mondo e nella società.